# يد بوذا
هو نوع من أقدم أنواع الليمون الذي يسمى ليمون يد بوذا، ينمو في قارة آسيا في أماكن عديدة كالصين، يتميز  بشكله الغريب رغم خلوه من العصير واللب.
يعتقد الصينيون انها تجلب الحظ، هي شجرة صغيرة الحجم فروعها ذات اشواك قصيرة وحادة اوراقها لون بنفسجي وثمارها مختلفة الشكل منها الكف المفتوح تماما ومنها الكف اشبه بمغلق  , تنمي في مناطق ذات مناخ معتدل.
تستخدم هذه الفاكهة كنباتات زينة في الحدائق الخاصة.
فاكهة يد بوذا غير عصيرية ذات طعم ورائحة قريبة من الليمون وزهور البنفسج، تعتبر طبقة الالبيدو الجزء المأكول منها بعد تقشيرها، هي ذات رائحة عطرية فواحة.
يستعملها اليبانيون والصينيون لتعطير الغرف، تتميز هذه الفاكهة بفائدتها وهي غنية بالفيتامين سي.

## استخدامات يد بوذا:
1.تصنع منها بعض الحلويات.
2.يتم تقشير الأصابع وزيادتها إلى السلطة أو السمك.
3.تستخدم لاخراج زيوت التدليك العطرية وصنع العطور.

## فوائد يد بوذا الصحية:
1. تخفف حدة الآلام التي قد يصاب بها الفرد من ألام التورم وأيضا بعض  الالتهابات التي قد يصاب بها الجلد، وأيضا فهي تعمل على تخفيف حدة آلام الحروق وغيرها من الألام الأخر التي دفعت الكثيرين للاستعانة بها لكونها قد أشتملت على بعض من الموارد الكيميائية التي يكون من شأنها التخلص من آلام الجسم.
2. تخفف من حدة السعال والكحة التي قد تصاب بها الإنسان، وأيضا فهي تتميز بكونها تسهل عملية الهضم لدى الإنسان، وأيضا فهي تخلص الإنسان من تلك الانتفاخات التي يصاب بها والتشنجات التي تصاب بها المعدة بشكل جيد للغاية.
3. تزيد من فاعلية جهاز المناعة لدى الإنسان وأيضا فهي تحارب نزلات البرد التي قد يصاب بها وغيرها من الأمراض الأخرى التي تتصدى لها مناعة الإنسان.
يد بوذا (الاسم العلمي: Citrus medica var. sarcodactylis) هو أترج ذو عطر فواح، له ثمرة مجزأة إلى أجزاء تشبه الأصابع. ويرجع أصل نبات يد بوذا إلى شمال شرق الهند أو الصين.

## الوصف
يد بوذا هي شجيرة صغيرة لها فروع طويلة غير منتظمة مغطاة بالشوك. لها أوراق مستطيلة كبيرة ذات لون أخضر شاحب وتنمو بنحو أربعة إلى ست بوصات. وازهارها بيضاء لها صبغة أرجوانية من الخارج وتنمو في عناقيد عطرة.
يد بوذا لديها قشرة سميكة وفقط كمية قليلة من اللحم الحمضي.

## الاستخدامات
يد بوذا عطرة جدا وغالبا ما تستخدم من قبل الصينيين واليابانيين لتعطير الغرف والمتعلقات الشخصية، مثل الملابس.
يمكن أن تعطى الفاكهة كقربان ديني في المعابد البوذية. ووفقا للتقاليد، بوذا يفضل «أصابع» الفاكهة أن تكون في وضع مغلق بدلا من يد مفتوحة.